# Vellahn
Vellahn is een gemeente in de Duitse deelstaat Mecklenburg-Voor-Pommeren, en maakt deel uit van het Landkreis Ludwigslust-Parchim.

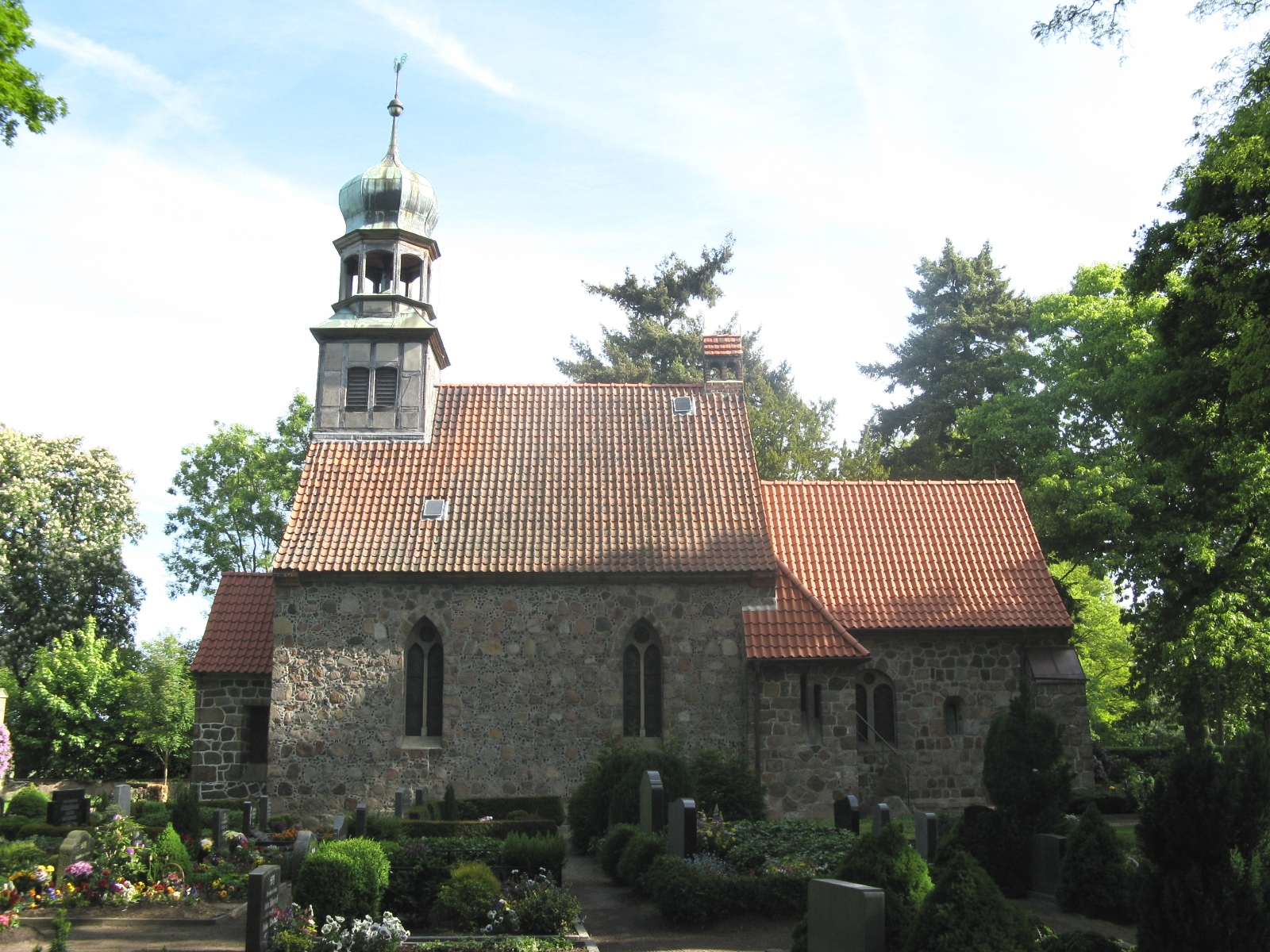
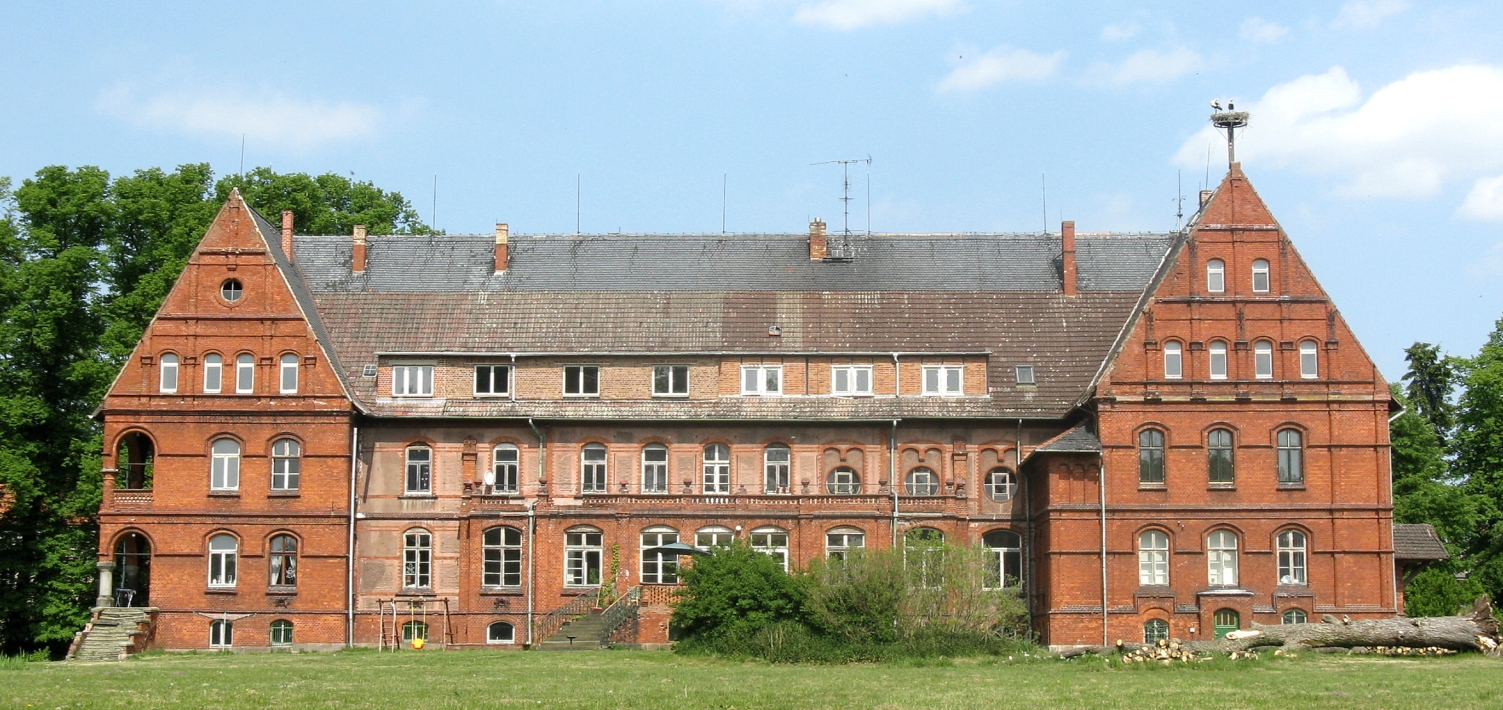
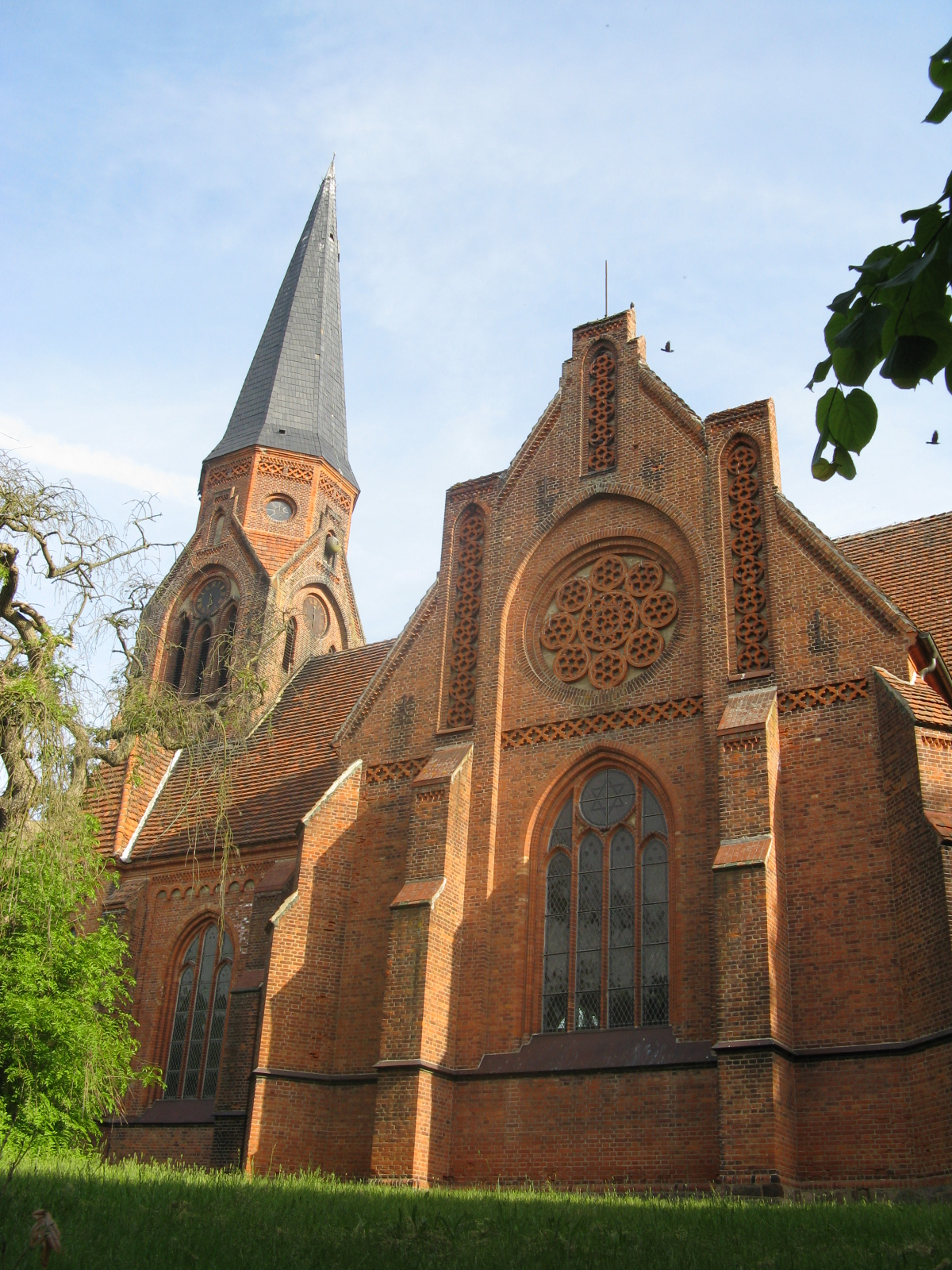

Vellahn telt 2.756 inwoners.